# ناحیه عنابه
ناحیه عنابه (به عربی: دائرة عنابة) یک ناحیه در الجزایر است که در استان عنابه واقع شده‌است. ناحیه عنابه ۲۵۴٬۸۹۴ نفر جمعیت دارد.